# Lijst van onroerend erfgoed in Oost-Vlaanderen
Deze pagina bevat een overzicht van de lijsten van onroerend erfgoed in Oost-Vlaanderen, gerangschikt per Belgische gemeente. Het onroerend erfgoed maakt deel uit van het cultureel erfgoed in België.
- Lijst van onroerend erfgoed in Aalst
- Lijst van onroerend erfgoed in Aalter
- Lijst van onroerend erfgoed in Assenede
- Lijst van onroerend erfgoed in Berlare
- Lijst van onroerend erfgoed in Beveren-Kruibeke-Zwijndrecht
- Lijst van onroerend erfgoed in Brakel
- Lijst van onroerend erfgoed in Buggenhout
- Lijst van onroerend erfgoed in Deinze
- Lijst van onroerend erfgoed in Denderleeuw
- Lijst van onroerend erfgoed in Dendermonde
- Lijst van onroerend erfgoed in De Pinte
- Lijst van onroerend erfgoed in Destelbergen
- Lijst van onroerend erfgoed in Eeklo
- Lijst van onroerend erfgoed in Erpe-Mere
- Lijst van onroerend erfgoed in Evergem
- Lijst van onroerend erfgoed in Gavere
- Lijst van onroerend erfgoed in Gent - 1, 2, 3, 4, 5, 6, 7, 8, 9, 10
- Lijst van onroerend erfgoed in Geraardsbergen
- Lijst van onroerend erfgoed in Haaltert
- Lijst van onroerend erfgoed in Hamme
- Lijst van onroerend erfgoed in Herzele
- Lijst van onroerend erfgoed in Horebeke
- Lijst van onroerend erfgoed in Kaprijke
- Lijst van onroerend erfgoed in Kluisbergen
- Lijst van onroerend erfgoed in Kruisem
- Lijst van onroerend erfgoed in Laarne
- Lijst van onroerend erfgoed in Lebbeke
- Lijst van onroerend erfgoed in Lede
- Lijst van onroerend erfgoed in Lierde

- Lijst van onroerend erfgoed in Lievegem
- Lijst van onroerend erfgoed in Lochristi
- Lijst van onroerend erfgoed in Lokeren
- Lijst van onroerend erfgoed in Maarkedal
- Lijst van onroerend erfgoed in Maldegem
- Lijst van onroerend erfgoed in Melle
- Lijst van onroerend erfgoed in Merelbeke
- Lijst van onroerend erfgoed in Nazareth
- Lijst van onroerend erfgoed in Nevele
- Lijst van onroerend erfgoed in Ninove
- Lijst van onroerend erfgoed in Oosterzele
- Lijst van onroerend erfgoed in Oudenaarde
- Lijst van onroerend erfgoed in Ronse
- Lijst van onroerend erfgoed in Sint-Gillis-Waas
- Lijst van onroerend erfgoed in Sint-Laureins
- Lijst van onroerend erfgoed in Sint-Lievens-Houtem
- Lijst van onroerend erfgoed in Sint-Martens-Latem
- Lijst van onroerend erfgoed in Sint-Niklaas
- Lijst van onroerend erfgoed in Stekene
- Lijst van onroerend erfgoed in Temse
- Lijst van onroerend erfgoed in Waasmunster
- Lijst van onroerend erfgoed in Wetteren
- Lijst van onroerend erfgoed in Wichelen
- Lijst van onroerend erfgoed in Wortegem-Petegem
- Lijst van onroerend erfgoed in Zele
- Lijst van onroerend erfgoed in Zelzate
- Lijst van onroerend erfgoed in Zottegem
- Lijst van onroerend erfgoed in Zulte
- Lijst van onroerend erfgoed in Zwalm